# Servon-sur-Vilaine

Servon-sur-Vilaine este o comună în departamentul Ille-et-Vilaine, Franța. În 1 ianuarie 2022 avea o populație de 4.032 de locuitori.